# Kusaieral
De kusaieral (Zapornia monasa synoniem: Porzana monasa) is een uitgestorven vogel uit de familie van de rallen, koeten en waterhoentjes (Rallidae). Deze soort was endemisch op het eiland Kosrae (Micronesia), een eilandengroep in de Grote Oceaan, en misschien op Ponape in het zuidwesten van de Stille Oceaan, die beide tot de Caroline-eilanden behoren. Zijn voorkeurshabitat bestond uit kustmoerassen, bedekt met taroplanten (Colocasia esculenta).
De enige gedocumenteerde waarnemingen komen uit 1827/1828. Twee exemplaren zijn verzameld en in 1856 beschreven door Heinrich von Kittlitz. Balgen van deze vogel worden in een museum in Sint-Petersburg bewaard. De vogel was toen al zeldzaam en leefde in moerassen aan de kust en op vochtige, schaduwrijke plaatsen in het bos. Waarschijnlijk kon de vogel niet vliegen.

## Beschrijving
De soort werd in 1827 ontdekt door Heinrich von Kittlitz. Von Kittlitz beschreef zijn verenkleed als algemeen zwart met blauwachtige glans. De dekveren waren bruiner. De kin en het midden van de keel waren bruin. Het oppervlak van de staart was bruinzwart. De onderstaartdekveren vertonen witte vlekken. De binnenste vleugeldekveren waren bruinachtig en wit gevlekt. De buitenrand van de voorvleugel was dofbruin. Ogen, poten en voeten hadden een roodachtige tint. De snavel was zwart. Hij was ongeveer 18 centimeter groot.
Er zijn controversiële gegevens over zijn vermogen om te vliegen. Röntgenonderzoek van de carpometacarpi leidde tot de veronderstelling dat hij niet kon vliegen. Zijn inheemse naam 'nay-tay-mai-not', wat 'degene die in het taroterrein landt' betekent, zou kunnen veronderstellen dat hij wel kon vliegen.

## Uitsterven
De kusaieral is alleen bekend van twee exemplaren die von Kittlitz in december 1827 in de moerassen van Kosrae heeft verzameld. De twee huiden bevinden zich nu in de Russische Academie van Wetenschappen in Sint-Petersburg. Het verhaal van het uitsterven is vergelijkbaar met het verdwijnen van de Kusaiespreeuw (een andere uitgestorven soort uit Kosrae). Zelfs in 1828 beschreef von Kittlitz deze vogel als zeldzaam. De Duitse ornitholoog Otto Finsch slaagde er tijdens zijn expeditie in 1880 niet in deze vogel te vinden en ook de Whitney South Sea Expedition van het American Museum of Natural History in 1931 bleef zonder succes op zoek naar deze soort. Ze werden blijkbaar het slachtoffer van ratten die Kosrae hadden overspoeld nadat ze hadden kunnen ontsnappen van zendings- en walvisvaarders die op het strand van Kosrae waren terechtgekomen.